# 1001 Gram
1001 Grams (bra/prt: 1001 Gramas) é um filme de drama norueguês de 2014 dirigido e escrito por Bent Hamer. Foi selecionado como representante da Noruega à edição do Oscar 2015, organizada pela Academia de Artes e Ciências Cinematográficas.

## Sinopse
Divorciada recentemente, a cientista norueguesa Marie passa seus dias fiscalizando pistas de esqui, enquanto evita deliberadamente seu ex. O orgulho do instituto de medida onde trabalha é um quilo de peso perfeito, modelo para todas as medições do país, que Marie deve levar para uma grande conferência na França. É sua primeira vez no evento, e a primeira vez que seu pai, colega seu e uma lenda entre cientistas, não vai estar presente. Quando uma emergência familiar abala Marie, ela se vê forçada a encarar novos universos.

## Elenco
- Ane Dahl Torp como Marie
- Laurent Stocker como Pi
- Hildegun Riise como Wenche
- Peter Hudson como Professor Winkler
- Didier Flamand como Gérard
- Emil Abossolo-Mbo como Observador
- Per Christian Ellefsen como Moberg
- Magne-Håvard Brekke como Delegado
- Stein Winge como Ernst Ernst